# Drasteria schematica
Drasteria schematica là một loài bướm đêm trong họ Erebidae.